# Вінницька тема
Ві́нницька те́ма — тема в шаховій композиції кооперативного жанру. Суть теми — в процесі гри дві одноколірні чорні чи білі фігури міняються місцями.

## Історія
Ідею запропонував український шаховий композитор з Вінниці Микола Олексійович Пархоменко (03.07.1937). Він провів у 2003 році тематичний конкурс по цій ідеї, присвячений 10-річчю газети «RIA».
Для досягнення мети одноколірні фігури роблять маневр — міняються місцями, причому цей маневр можливий в задачах із завданням у три ходи. Цей маневр можуть здійснювати одночасно й обидві сторони.
Микола Пархоменко дав ідеї назву згідно міста, де проживає — вінницька тема.Такий же маневр роблять, але різноколірні фігури, у рівненській темі. Існує чорна форма, біла форма, повна форма.

## Чорна форма
Для вираження чорної форми теми необхідно, щоб в процесі гри помінялися місцями дві чорні фігури.
|   | a | b | c | d | e | f | g | h |   |
| 8 | c8 білий король · h6 чорний пішак · c5 білий пішак · d5 чорний ферзь · f5 чорний кінь · h5 чорний пішак · b4 чорний пішак · c4 чорний пішак · d4 білий кінь · e4 чорна тура · f4 чорний король · g3 чорний пішак · h3 білий пішак · c2 білий пішак · g2 чорний пішак · g1 білий слон | c8 білий король · h6 чорний пішак · c5 білий пішак · d5 чорний ферзь · f5 чорний кінь · h5 чорний пішак · b4 чорний пішак · c4 чорний пішак · d4 білий кінь · e4 чорна тура · f4 чорний король · g3 чорний пішак · h3 білий пішак · c2 білий пішак · g2 чорний пішак · g1 білий слон | c8 білий король · h6 чорний пішак · c5 білий пішак · d5 чорний ферзь · f5 чорний кінь · h5 чорний пішак · b4 чорний пішак · c4 чорний пішак · d4 білий кінь · e4 чорна тура · f4 чорний король · g3 чорний пішак · h3 білий пішак · c2 білий пішак · g2 чорний пішак · g1 білий слон | c8 білий король · h6 чорний пішак · c5 білий пішак · d5 чорний ферзь · f5 чорний кінь · h5 чорний пішак · b4 чорний пішак · c4 чорний пішак · d4 білий кінь · e4 чорна тура · f4 чорний король · g3 чорний пішак · h3 білий пішак · c2 білий пішак · g2 чорний пішак · g1 білий слон | c8 білий король · h6 чорний пішак · c5 білий пішак · d5 чорний ферзь · f5 чорний кінь · h5 чорний пішак · b4 чорний пішак · c4 чорний пішак · d4 білий кінь · e4 чорна тура · f4 чорний король · g3 чорний пішак · h3 білий пішак · c2 білий пішак · g2 чорний пішак · g1 білий слон | c8 білий король · h6 чорний пішак · c5 білий пішак · d5 чорний ферзь · f5 чорний кінь · h5 чорний пішак · b4 чорний пішак · c4 чорний пішак · d4 білий кінь · e4 чорна тура · f4 чорний король · g3 чорний пішак · h3 білий пішак · c2 білий пішак · g2 чорний пішак · g1 білий слон | c8 білий король · h6 чорний пішак · c5 білий пішак · d5 чорний ферзь · f5 чорний кінь · h5 чорний пішак · b4 чорний пішак · c4 чорний пішак · d4 білий кінь · e4 чорна тура · f4 чорний король · g3 чорний пішак · h3 білий пішак · c2 білий пішак · g2 чорний пішак · g1 білий слон | c8 білий король · h6 чорний пішак · c5 білий пішак · d5 чорний ферзь · f5 чорний кінь · h5 чорний пішак · b4 чорний пішак · c4 чорний пішак · d4 білий кінь · e4 чорна тура · f4 чорний король · g3 чорний пішак · h3 білий пішак · c2 білий пішак · g2 чорний пішак · g1 білий слон | 8 |
| 7 | c8 білий король · h6 чорний пішак · c5 білий пішак · d5 чорний ферзь · f5 чорний кінь · h5 чорний пішак · b4 чорний пішак · c4 чорний пішак · d4 білий кінь · e4 чорна тура · f4 чорний король · g3 чорний пішак · h3 білий пішак · c2 білий пішак · g2 чорний пішак · g1 білий слон | c8 білий король · h6 чорний пішак · c5 білий пішак · d5 чорний ферзь · f5 чорний кінь · h5 чорний пішак · b4 чорний пішак · c4 чорний пішак · d4 білий кінь · e4 чорна тура · f4 чорний король · g3 чорний пішак · h3 білий пішак · c2 білий пішак · g2 чорний пішак · g1 білий слон | c8 білий король · h6 чорний пішак · c5 білий пішак · d5 чорний ферзь · f5 чорний кінь · h5 чорний пішак · b4 чорний пішак · c4 чорний пішак · d4 білий кінь · e4 чорна тура · f4 чорний король · g3 чорний пішак · h3 білий пішак · c2 білий пішак · g2 чорний пішак · g1 білий слон | c8 білий король · h6 чорний пішак · c5 білий пішак · d5 чорний ферзь · f5 чорний кінь · h5 чорний пішак · b4 чорний пішак · c4 чорний пішак · d4 білий кінь · e4 чорна тура · f4 чорний король · g3 чорний пішак · h3 білий пішак · c2 білий пішак · g2 чорний пішак · g1 білий слон | c8 білий король · h6 чорний пішак · c5 білий пішак · d5 чорний ферзь · f5 чорний кінь · h5 чорний пішак · b4 чорний пішак · c4 чорний пішак · d4 білий кінь · e4 чорна тура · f4 чорний король · g3 чорний пішак · h3 білий пішак · c2 білий пішак · g2 чорний пішак · g1 білий слон | c8 білий король · h6 чорний пішак · c5 білий пішак · d5 чорний ферзь · f5 чорний кінь · h5 чорний пішак · b4 чорний пішак · c4 чорний пішак · d4 білий кінь · e4 чорна тура · f4 чорний король · g3 чорний пішак · h3 білий пішак · c2 білий пішак · g2 чорний пішак · g1 білий слон | c8 білий король · h6 чорний пішак · c5 білий пішак · d5 чорний ферзь · f5 чорний кінь · h5 чорний пішак · b4 чорний пішак · c4 чорний пішак · d4 білий кінь · e4 чорна тура · f4 чорний король · g3 чорний пішак · h3 білий пішак · c2 білий пішак · g2 чорний пішак · g1 білий слон | c8 білий король · h6 чорний пішак · c5 білий пішак · d5 чорний ферзь · f5 чорний кінь · h5 чорний пішак · b4 чорний пішак · c4 чорний пішак · d4 білий кінь · e4 чорна тура · f4 чорний король · g3 чорний пішак · h3 білий пішак · c2 білий пішак · g2 чорний пішак · g1 білий слон | 7 |
| 6 | c8 білий король · h6 чорний пішак · c5 білий пішак · d5 чорний ферзь · f5 чорний кінь · h5 чорний пішак · b4 чорний пішак · c4 чорний пішак · d4 білий кінь · e4 чорна тура · f4 чорний король · g3 чорний пішак · h3 білий пішак · c2 білий пішак · g2 чорний пішак · g1 білий слон | c8 білий король · h6 чорний пішак · c5 білий пішак · d5 чорний ферзь · f5 чорний кінь · h5 чорний пішак · b4 чорний пішак · c4 чорний пішак · d4 білий кінь · e4 чорна тура · f4 чорний король · g3 чорний пішак · h3 білий пішак · c2 білий пішак · g2 чорний пішак · g1 білий слон | c8 білий король · h6 чорний пішак · c5 білий пішак · d5 чорний ферзь · f5 чорний кінь · h5 чорний пішак · b4 чорний пішак · c4 чорний пішак · d4 білий кінь · e4 чорна тура · f4 чорний король · g3 чорний пішак · h3 білий пішак · c2 білий пішак · g2 чорний пішак · g1 білий слон | c8 білий король · h6 чорний пішак · c5 білий пішак · d5 чорний ферзь · f5 чорний кінь · h5 чорний пішак · b4 чорний пішак · c4 чорний пішак · d4 білий кінь · e4 чорна тура · f4 чорний король · g3 чорний пішак · h3 білий пішак · c2 білий пішак · g2 чорний пішак · g1 білий слон | c8 білий король · h6 чорний пішак · c5 білий пішак · d5 чорний ферзь · f5 чорний кінь · h5 чорний пішак · b4 чорний пішак · c4 чорний пішак · d4 білий кінь · e4 чорна тура · f4 чорний король · g3 чорний пішак · h3 білий пішак · c2 білий пішак · g2 чорний пішак · g1 білий слон | c8 білий король · h6 чорний пішак · c5 білий пішак · d5 чорний ферзь · f5 чорний кінь · h5 чорний пішак · b4 чорний пішак · c4 чорний пішак · d4 білий кінь · e4 чорна тура · f4 чорний король · g3 чорний пішак · h3 білий пішак · c2 білий пішак · g2 чорний пішак · g1 білий слон | c8 білий король · h6 чорний пішак · c5 білий пішак · d5 чорний ферзь · f5 чорний кінь · h5 чорний пішак · b4 чорний пішак · c4 чорний пішак · d4 білий кінь · e4 чорна тура · f4 чорний король · g3 чорний пішак · h3 білий пішак · c2 білий пішак · g2 чорний пішак · g1 білий слон | c8 білий король · h6 чорний пішак · c5 білий пішак · d5 чорний ферзь · f5 чорний кінь · h5 чорний пішак · b4 чорний пішак · c4 чорний пішак · d4 білий кінь · e4 чорна тура · f4 чорний король · g3 чорний пішак · h3 білий пішак · c2 білий пішак · g2 чорний пішак · g1 білий слон | 6 |
| 5 | c8 білий король · h6 чорний пішак · c5 білий пішак · d5 чорний ферзь · f5 чорний кінь · h5 чорний пішак · b4 чорний пішак · c4 чорний пішак · d4 білий кінь · e4 чорна тура · f4 чорний король · g3 чорний пішак · h3 білий пішак · c2 білий пішак · g2 чорний пішак · g1 білий слон | c8 білий король · h6 чорний пішак · c5 білий пішак · d5 чорний ферзь · f5 чорний кінь · h5 чорний пішак · b4 чорний пішак · c4 чорний пішак · d4 білий кінь · e4 чорна тура · f4 чорний король · g3 чорний пішак · h3 білий пішак · c2 білий пішак · g2 чорний пішак · g1 білий слон | c8 білий король · h6 чорний пішак · c5 білий пішак · d5 чорний ферзь · f5 чорний кінь · h5 чорний пішак · b4 чорний пішак · c4 чорний пішак · d4 білий кінь · e4 чорна тура · f4 чорний король · g3 чорний пішак · h3 білий пішак · c2 білий пішак · g2 чорний пішак · g1 білий слон | c8 білий король · h6 чорний пішак · c5 білий пішак · d5 чорний ферзь · f5 чорний кінь · h5 чорний пішак · b4 чорний пішак · c4 чорний пішак · d4 білий кінь · e4 чорна тура · f4 чорний король · g3 чорний пішак · h3 білий пішак · c2 білий пішак · g2 чорний пішак · g1 білий слон | c8 білий король · h6 чорний пішак · c5 білий пішак · d5 чорний ферзь · f5 чорний кінь · h5 чорний пішак · b4 чорний пішак · c4 чорний пішак · d4 білий кінь · e4 чорна тура · f4 чорний король · g3 чорний пішак · h3 білий пішак · c2 білий пішак · g2 чорний пішак · g1 білий слон | c8 білий король · h6 чорний пішак · c5 білий пішак · d5 чорний ферзь · f5 чорний кінь · h5 чорний пішак · b4 чорний пішак · c4 чорний пішак · d4 білий кінь · e4 чорна тура · f4 чорний король · g3 чорний пішак · h3 білий пішак · c2 білий пішак · g2 чорний пішак · g1 білий слон | c8 білий король · h6 чорний пішак · c5 білий пішак · d5 чорний ферзь · f5 чорний кінь · h5 чорний пішак · b4 чорний пішак · c4 чорний пішак · d4 білий кінь · e4 чорна тура · f4 чорний король · g3 чорний пішак · h3 білий пішак · c2 білий пішак · g2 чорний пішак · g1 білий слон | c8 білий король · h6 чорний пішак · c5 білий пішак · d5 чорний ферзь · f5 чорний кінь · h5 чорний пішак · b4 чорний пішак · c4 чорний пішак · d4 білий кінь · e4 чорна тура · f4 чорний король · g3 чорний пішак · h3 білий пішак · c2 білий пішак · g2 чорний пішак · g1 білий слон | 5 |
| 4 | c8 білий король · h6 чорний пішак · c5 білий пішак · d5 чорний ферзь · f5 чорний кінь · h5 чорний пішак · b4 чорний пішак · c4 чорний пішак · d4 білий кінь · e4 чорна тура · f4 чорний король · g3 чорний пішак · h3 білий пішак · c2 білий пішак · g2 чорний пішак · g1 білий слон | c8 білий король · h6 чорний пішак · c5 білий пішак · d5 чорний ферзь · f5 чорний кінь · h5 чорний пішак · b4 чорний пішак · c4 чорний пішак · d4 білий кінь · e4 чорна тура · f4 чорний король · g3 чорний пішак · h3 білий пішак · c2 білий пішак · g2 чорний пішак · g1 білий слон | c8 білий король · h6 чорний пішак · c5 білий пішак · d5 чорний ферзь · f5 чорний кінь · h5 чорний пішак · b4 чорний пішак · c4 чорний пішак · d4 білий кінь · e4 чорна тура · f4 чорний король · g3 чорний пішак · h3 білий пішак · c2 білий пішак · g2 чорний пішак · g1 білий слон | c8 білий король · h6 чорний пішак · c5 білий пішак · d5 чорний ферзь · f5 чорний кінь · h5 чорний пішак · b4 чорний пішак · c4 чорний пішак · d4 білий кінь · e4 чорна тура · f4 чорний король · g3 чорний пішак · h3 білий пішак · c2 білий пішак · g2 чорний пішак · g1 білий слон | c8 білий король · h6 чорний пішак · c5 білий пішак · d5 чорний ферзь · f5 чорний кінь · h5 чорний пішак · b4 чорний пішак · c4 чорний пішак · d4 білий кінь · e4 чорна тура · f4 чорний король · g3 чорний пішак · h3 білий пішак · c2 білий пішак · g2 чорний пішак · g1 білий слон | c8 білий король · h6 чорний пішак · c5 білий пішак · d5 чорний ферзь · f5 чорний кінь · h5 чорний пішак · b4 чорний пішак · c4 чорний пішак · d4 білий кінь · e4 чорна тура · f4 чорний король · g3 чорний пішак · h3 білий пішак · c2 білий пішак · g2 чорний пішак · g1 білий слон | c8 білий король · h6 чорний пішак · c5 білий пішак · d5 чорний ферзь · f5 чорний кінь · h5 чорний пішак · b4 чорний пішак · c4 чорний пішак · d4 білий кінь · e4 чорна тура · f4 чорний король · g3 чорний пішак · h3 білий пішак · c2 білий пішак · g2 чорний пішак · g1 білий слон | c8 білий король · h6 чорний пішак · c5 білий пішак · d5 чорний ферзь · f5 чорний кінь · h5 чорний пішак · b4 чорний пішак · c4 чорний пішак · d4 білий кінь · e4 чорна тура · f4 чорний король · g3 чорний пішак · h3 білий пішак · c2 білий пішак · g2 чорний пішак · g1 білий слон | 4 |
| 3 | c8 білий король · h6 чорний пішак · c5 білий пішак · d5 чорний ферзь · f5 чорний кінь · h5 чорний пішак · b4 чорний пішак · c4 чорний пішак · d4 білий кінь · e4 чорна тура · f4 чорний король · g3 чорний пішак · h3 білий пішак · c2 білий пішак · g2 чорний пішак · g1 білий слон | c8 білий король · h6 чорний пішак · c5 білий пішак · d5 чорний ферзь · f5 чорний кінь · h5 чорний пішак · b4 чорний пішак · c4 чорний пішак · d4 білий кінь · e4 чорна тура · f4 чорний король · g3 чорний пішак · h3 білий пішак · c2 білий пішак · g2 чорний пішак · g1 білий слон | c8 білий король · h6 чорний пішак · c5 білий пішак · d5 чорний ферзь · f5 чорний кінь · h5 чорний пішак · b4 чорний пішак · c4 чорний пішак · d4 білий кінь · e4 чорна тура · f4 чорний король · g3 чорний пішак · h3 білий пішак · c2 білий пішак · g2 чорний пішак · g1 білий слон | c8 білий король · h6 чорний пішак · c5 білий пішак · d5 чорний ферзь · f5 чорний кінь · h5 чорний пішак · b4 чорний пішак · c4 чорний пішак · d4 білий кінь · e4 чорна тура · f4 чорний король · g3 чорний пішак · h3 білий пішак · c2 білий пішак · g2 чорний пішак · g1 білий слон | c8 білий король · h6 чорний пішак · c5 білий пішак · d5 чорний ферзь · f5 чорний кінь · h5 чорний пішак · b4 чорний пішак · c4 чорний пішак · d4 білий кінь · e4 чорна тура · f4 чорний король · g3 чорний пішак · h3 білий пішак · c2 білий пішак · g2 чорний пішак · g1 білий слон | c8 білий король · h6 чорний пішак · c5 білий пішак · d5 чорний ферзь · f5 чорний кінь · h5 чорний пішак · b4 чорний пішак · c4 чорний пішак · d4 білий кінь · e4 чорна тура · f4 чорний король · g3 чорний пішак · h3 білий пішак · c2 білий пішак · g2 чорний пішак · g1 білий слон | c8 білий король · h6 чорний пішак · c5 білий пішак · d5 чорний ферзь · f5 чорний кінь · h5 чорний пішак · b4 чорний пішак · c4 чорний пішак · d4 білий кінь · e4 чорна тура · f4 чорний король · g3 чорний пішак · h3 білий пішак · c2 білий пішак · g2 чорний пішак · g1 білий слон | c8 білий король · h6 чорний пішак · c5 білий пішак · d5 чорний ферзь · f5 чорний кінь · h5 чорний пішак · b4 чорний пішак · c4 чорний пішак · d4 білий кінь · e4 чорна тура · f4 чорний король · g3 чорний пішак · h3 білий пішак · c2 білий пішак · g2 чорний пішак · g1 білий слон | 3 |
| 2 | c8 білий король · h6 чорний пішак · c5 білий пішак · d5 чорний ферзь · f5 чорний кінь · h5 чорний пішак · b4 чорний пішак · c4 чорний пішак · d4 білий кінь · e4 чорна тура · f4 чорний король · g3 чорний пішак · h3 білий пішак · c2 білий пішак · g2 чорний пішак · g1 білий слон | c8 білий король · h6 чорний пішак · c5 білий пішак · d5 чорний ферзь · f5 чорний кінь · h5 чорний пішак · b4 чорний пішак · c4 чорний пішак · d4 білий кінь · e4 чорна тура · f4 чорний король · g3 чорний пішак · h3 білий пішак · c2 білий пішак · g2 чорний пішак · g1 білий слон | c8 білий король · h6 чорний пішак · c5 білий пішак · d5 чорний ферзь · f5 чорний кінь · h5 чорний пішак · b4 чорний пішак · c4 чорний пішак · d4 білий кінь · e4 чорна тура · f4 чорний король · g3 чорний пішак · h3 білий пішак · c2 білий пішак · g2 чорний пішак · g1 білий слон | c8 білий король · h6 чорний пішак · c5 білий пішак · d5 чорний ферзь · f5 чорний кінь · h5 чорний пішак · b4 чорний пішак · c4 чорний пішак · d4 білий кінь · e4 чорна тура · f4 чорний король · g3 чорний пішак · h3 білий пішак · c2 білий пішак · g2 чорний пішак · g1 білий слон | c8 білий король · h6 чорний пішак · c5 білий пішак · d5 чорний ферзь · f5 чорний кінь · h5 чорний пішак · b4 чорний пішак · c4 чорний пішак · d4 білий кінь · e4 чорна тура · f4 чорний король · g3 чорний пішак · h3 білий пішак · c2 білий пішак · g2 чорний пішак · g1 білий слон | c8 білий король · h6 чорний пішак · c5 білий пішак · d5 чорний ферзь · f5 чорний кінь · h5 чорний пішак · b4 чорний пішак · c4 чорний пішак · d4 білий кінь · e4 чорна тура · f4 чорний король · g3 чорний пішак · h3 білий пішак · c2 білий пішак · g2 чорний пішак · g1 білий слон | c8 білий король · h6 чорний пішак · c5 білий пішак · d5 чорний ферзь · f5 чорний кінь · h5 чорний пішак · b4 чорний пішак · c4 чорний пішак · d4 білий кінь · e4 чорна тура · f4 чорний король · g3 чорний пішак · h3 білий пішак · c2 білий пішак · g2 чорний пішак · g1 білий слон | c8 білий король · h6 чорний пішак · c5 білий пішак · d5 чорний ферзь · f5 чорний кінь · h5 чорний пішак · b4 чорний пішак · c4 чорний пішак · d4 білий кінь · e4 чорна тура · f4 чорний король · g3 чорний пішак · h3 білий пішак · c2 білий пішак · g2 чорний пішак · g1 білий слон | 2 |
| 1 | c8 білий король · h6 чорний пішак · c5 білий пішак · d5 чорний ферзь · f5 чорний кінь · h5 чорний пішак · b4 чорний пішак · c4 чорний пішак · d4 білий кінь · e4 чорна тура · f4 чорний король · g3 чорний пішак · h3 білий пішак · c2 білий пішак · g2 чорний пішак · g1 білий слон | c8 білий король · h6 чорний пішак · c5 білий пішак · d5 чорний ферзь · f5 чорний кінь · h5 чорний пішак · b4 чорний пішак · c4 чорний пішак · d4 білий кінь · e4 чорна тура · f4 чорний король · g3 чорний пішак · h3 білий пішак · c2 білий пішак · g2 чорний пішак · g1 білий слон | c8 білий король · h6 чорний пішак · c5 білий пішак · d5 чорний ферзь · f5 чорний кінь · h5 чорний пішак · b4 чорний пішак · c4 чорний пішак · d4 білий кінь · e4 чорна тура · f4 чорний король · g3 чорний пішак · h3 білий пішак · c2 білий пішак · g2 чорний пішак · g1 білий слон | c8 білий король · h6 чорний пішак · c5 білий пішак · d5 чорний ферзь · f5 чорний кінь · h5 чорний пішак · b4 чорний пішак · c4 чорний пішак · d4 білий кінь · e4 чорна тура · f4 чорний король · g3 чорний пішак · h3 білий пішак · c2 білий пішак · g2 чорний пішак · g1 білий слон | c8 білий король · h6 чорний пішак · c5 білий пішак · d5 чорний ферзь · f5 чорний кінь · h5 чорний пішак · b4 чорний пішак · c4 чорний пішак · d4 білий кінь · e4 чорна тура · f4 чорний король · g3 чорний пішак · h3 білий пішак · c2 білий пішак · g2 чорний пішак · g1 білий слон | c8 білий король · h6 чорний пішак · c5 білий пішак · d5 чорний ферзь · f5 чорний кінь · h5 чорний пішак · b4 чорний пішак · c4 чорний пішак · d4 білий кінь · e4 чорна тура · f4 чорний король · g3 чорний пішак · h3 білий пішак · c2 білий пішак · g2 чорний пішак · g1 білий слон | c8 білий король · h6 чорний пішак · c5 білий пішак · d5 чорний ферзь · f5 чорний кінь · h5 чорний пішак · b4 чорний пішак · c4 чорний пішак · d4 білий кінь · e4 чорна тура · f4 чорний король · g3 чорний пішак · h3 білий пішак · c2 білий пішак · g2 чорний пішак · g1 білий слон | c8 білий король · h6 чорний пішак · c5 білий пішак · d5 чорний ферзь · f5 чорний кінь · h5 чорний пішак · b4 чорний пішак · c4 чорний пішак · d4 білий кінь · e4 чорна тура · f4 чорний король · g3 чорний пішак · h3 білий пішак · c2 білий пішак · g2 чорний пішак · g1 білий слон | 1 |
|   | a | b | c | d | e | f | g | h |   |

FEN: 2K5/8/7p/2Pq1n1p/1ppNrk2/6pP/2P3p1/6B1
Zero
a) h3 → d2 b) d5 → f3

a) 1. Ke5 Sb3   2. Rf4 d4+ 3. Ke4 Sd2#
b) 1. Qg4 Se2+ 2. Kf3 Bd4 3. Qf4 Sg1#
Чорні король і тура міняються місцями, а в другій фазі чорні ферзь і король міняються місцями.
|   | a | b | c | d | e | f | g | h |   |
| 8 | a8 чорна тура · b6 білий слон · c6 чорний пішак · e6 чорний пішак · g6 чорний пішак · h6 чорний пішак · b5 біла тура · g5 чорний кінь · b4 білий король · e4 чорний кінь · f4 чорний король · g4 чорний пішак · b3 чорний слон · e3 чорна тура · b2 чорний ферзь · d2 чорний пішак · e2 чорний пішак | a8 чорна тура · b6 білий слон · c6 чорний пішак · e6 чорний пішак · g6 чорний пішак · h6 чорний пішак · b5 біла тура · g5 чорний кінь · b4 білий король · e4 чорний кінь · f4 чорний король · g4 чорний пішак · b3 чорний слон · e3 чорна тура · b2 чорний ферзь · d2 чорний пішак · e2 чорний пішак | a8 чорна тура · b6 білий слон · c6 чорний пішак · e6 чорний пішак · g6 чорний пішак · h6 чорний пішак · b5 біла тура · g5 чорний кінь · b4 білий король · e4 чорний кінь · f4 чорний король · g4 чорний пішак · b3 чорний слон · e3 чорна тура · b2 чорний ферзь · d2 чорний пішак · e2 чорний пішак | a8 чорна тура · b6 білий слон · c6 чорний пішак · e6 чорний пішак · g6 чорний пішак · h6 чорний пішак · b5 біла тура · g5 чорний кінь · b4 білий король · e4 чорний кінь · f4 чорний король · g4 чорний пішак · b3 чорний слон · e3 чорна тура · b2 чорний ферзь · d2 чорний пішак · e2 чорний пішак | a8 чорна тура · b6 білий слон · c6 чорний пішак · e6 чорний пішак · g6 чорний пішак · h6 чорний пішак · b5 біла тура · g5 чорний кінь · b4 білий король · e4 чорний кінь · f4 чорний король · g4 чорний пішак · b3 чорний слон · e3 чорна тура · b2 чорний ферзь · d2 чорний пішак · e2 чорний пішак | a8 чорна тура · b6 білий слон · c6 чорний пішак · e6 чорний пішак · g6 чорний пішак · h6 чорний пішак · b5 біла тура · g5 чорний кінь · b4 білий король · e4 чорний кінь · f4 чорний король · g4 чорний пішак · b3 чорний слон · e3 чорна тура · b2 чорний ферзь · d2 чорний пішак · e2 чорний пішак | a8 чорна тура · b6 білий слон · c6 чорний пішак · e6 чорний пішак · g6 чорний пішак · h6 чорний пішак · b5 біла тура · g5 чорний кінь · b4 білий король · e4 чорний кінь · f4 чорний король · g4 чорний пішак · b3 чорний слон · e3 чорна тура · b2 чорний ферзь · d2 чорний пішак · e2 чорний пішак | a8 чорна тура · b6 білий слон · c6 чорний пішак · e6 чорний пішак · g6 чорний пішак · h6 чорний пішак · b5 біла тура · g5 чорний кінь · b4 білий король · e4 чорний кінь · f4 чорний король · g4 чорний пішак · b3 чорний слон · e3 чорна тура · b2 чорний ферзь · d2 чорний пішак · e2 чорний пішак | 8 |
| 7 | a8 чорна тура · b6 білий слон · c6 чорний пішак · e6 чорний пішак · g6 чорний пішак · h6 чорний пішак · b5 біла тура · g5 чорний кінь · b4 білий король · e4 чорний кінь · f4 чорний король · g4 чорний пішак · b3 чорний слон · e3 чорна тура · b2 чорний ферзь · d2 чорний пішак · e2 чорний пішак | a8 чорна тура · b6 білий слон · c6 чорний пішак · e6 чорний пішак · g6 чорний пішак · h6 чорний пішак · b5 біла тура · g5 чорний кінь · b4 білий король · e4 чорний кінь · f4 чорний король · g4 чорний пішак · b3 чорний слон · e3 чорна тура · b2 чорний ферзь · d2 чорний пішак · e2 чорний пішак | a8 чорна тура · b6 білий слон · c6 чорний пішак · e6 чорний пішак · g6 чорний пішак · h6 чорний пішак · b5 біла тура · g5 чорний кінь · b4 білий король · e4 чорний кінь · f4 чорний король · g4 чорний пішак · b3 чорний слон · e3 чорна тура · b2 чорний ферзь · d2 чорний пішак · e2 чорний пішак | a8 чорна тура · b6 білий слон · c6 чорний пішак · e6 чорний пішак · g6 чорний пішак · h6 чорний пішак · b5 біла тура · g5 чорний кінь · b4 білий король · e4 чорний кінь · f4 чорний король · g4 чорний пішак · b3 чорний слон · e3 чорна тура · b2 чорний ферзь · d2 чорний пішак · e2 чорний пішак | a8 чорна тура · b6 білий слон · c6 чорний пішак · e6 чорний пішак · g6 чорний пішак · h6 чорний пішак · b5 біла тура · g5 чорний кінь · b4 білий король · e4 чорний кінь · f4 чорний король · g4 чорний пішак · b3 чорний слон · e3 чорна тура · b2 чорний ферзь · d2 чорний пішак · e2 чорний пішак | a8 чорна тура · b6 білий слон · c6 чорний пішак · e6 чорний пішак · g6 чорний пішак · h6 чорний пішак · b5 біла тура · g5 чорний кінь · b4 білий король · e4 чорний кінь · f4 чорний король · g4 чорний пішак · b3 чорний слон · e3 чорна тура · b2 чорний ферзь · d2 чорний пішак · e2 чорний пішак | a8 чорна тура · b6 білий слон · c6 чорний пішак · e6 чорний пішак · g6 чорний пішак · h6 чорний пішак · b5 біла тура · g5 чорний кінь · b4 білий король · e4 чорний кінь · f4 чорний король · g4 чорний пішак · b3 чорний слон · e3 чорна тура · b2 чорний ферзь · d2 чорний пішак · e2 чорний пішак | a8 чорна тура · b6 білий слон · c6 чорний пішак · e6 чорний пішак · g6 чорний пішак · h6 чорний пішак · b5 біла тура · g5 чорний кінь · b4 білий король · e4 чорний кінь · f4 чорний король · g4 чорний пішак · b3 чорний слон · e3 чорна тура · b2 чорний ферзь · d2 чорний пішак · e2 чорний пішак | 7 |
| 6 | a8 чорна тура · b6 білий слон · c6 чорний пішак · e6 чорний пішак · g6 чорний пішак · h6 чорний пішак · b5 біла тура · g5 чорний кінь · b4 білий король · e4 чорний кінь · f4 чорний король · g4 чорний пішак · b3 чорний слон · e3 чорна тура · b2 чорний ферзь · d2 чорний пішак · e2 чорний пішак | a8 чорна тура · b6 білий слон · c6 чорний пішак · e6 чорний пішак · g6 чорний пішак · h6 чорний пішак · b5 біла тура · g5 чорний кінь · b4 білий король · e4 чорний кінь · f4 чорний король · g4 чорний пішак · b3 чорний слон · e3 чорна тура · b2 чорний ферзь · d2 чорний пішак · e2 чорний пішак | a8 чорна тура · b6 білий слон · c6 чорний пішак · e6 чорний пішак · g6 чорний пішак · h6 чорний пішак · b5 біла тура · g5 чорний кінь · b4 білий король · e4 чорний кінь · f4 чорний король · g4 чорний пішак · b3 чорний слон · e3 чорна тура · b2 чорний ферзь · d2 чорний пішак · e2 чорний пішак | a8 чорна тура · b6 білий слон · c6 чорний пішак · e6 чорний пішак · g6 чорний пішак · h6 чорний пішак · b5 біла тура · g5 чорний кінь · b4 білий король · e4 чорний кінь · f4 чорний король · g4 чорний пішак · b3 чорний слон · e3 чорна тура · b2 чорний ферзь · d2 чорний пішак · e2 чорний пішак | a8 чорна тура · b6 білий слон · c6 чорний пішак · e6 чорний пішак · g6 чорний пішак · h6 чорний пішак · b5 біла тура · g5 чорний кінь · b4 білий король · e4 чорний кінь · f4 чорний король · g4 чорний пішак · b3 чорний слон · e3 чорна тура · b2 чорний ферзь · d2 чорний пішак · e2 чорний пішак | a8 чорна тура · b6 білий слон · c6 чорний пішак · e6 чорний пішак · g6 чорний пішак · h6 чорний пішак · b5 біла тура · g5 чорний кінь · b4 білий король · e4 чорний кінь · f4 чорний король · g4 чорний пішак · b3 чорний слон · e3 чорна тура · b2 чорний ферзь · d2 чорний пішак · e2 чорний пішак | a8 чорна тура · b6 білий слон · c6 чорний пішак · e6 чорний пішак · g6 чорний пішак · h6 чорний пішак · b5 біла тура · g5 чорний кінь · b4 білий король · e4 чорний кінь · f4 чорний король · g4 чорний пішак · b3 чорний слон · e3 чорна тура · b2 чорний ферзь · d2 чорний пішак · e2 чорний пішак | a8 чорна тура · b6 білий слон · c6 чорний пішак · e6 чорний пішак · g6 чорний пішак · h6 чорний пішак · b5 біла тура · g5 чорний кінь · b4 білий король · e4 чорний кінь · f4 чорний король · g4 чорний пішак · b3 чорний слон · e3 чорна тура · b2 чорний ферзь · d2 чорний пішак · e2 чорний пішак | 6 |
| 5 | a8 чорна тура · b6 білий слон · c6 чорний пішак · e6 чорний пішак · g6 чорний пішак · h6 чорний пішак · b5 біла тура · g5 чорний кінь · b4 білий король · e4 чорний кінь · f4 чорний король · g4 чорний пішак · b3 чорний слон · e3 чорна тура · b2 чорний ферзь · d2 чорний пішак · e2 чорний пішак | a8 чорна тура · b6 білий слон · c6 чорний пішак · e6 чорний пішак · g6 чорний пішак · h6 чорний пішак · b5 біла тура · g5 чорний кінь · b4 білий король · e4 чорний кінь · f4 чорний король · g4 чорний пішак · b3 чорний слон · e3 чорна тура · b2 чорний ферзь · d2 чорний пішак · e2 чорний пішак | a8 чорна тура · b6 білий слон · c6 чорний пішак · e6 чорний пішак · g6 чорний пішак · h6 чорний пішак · b5 біла тура · g5 чорний кінь · b4 білий король · e4 чорний кінь · f4 чорний король · g4 чорний пішак · b3 чорний слон · e3 чорна тура · b2 чорний ферзь · d2 чорний пішак · e2 чорний пішак | a8 чорна тура · b6 білий слон · c6 чорний пішак · e6 чорний пішак · g6 чорний пішак · h6 чорний пішак · b5 біла тура · g5 чорний кінь · b4 білий король · e4 чорний кінь · f4 чорний король · g4 чорний пішак · b3 чорний слон · e3 чорна тура · b2 чорний ферзь · d2 чорний пішак · e2 чорний пішак | a8 чорна тура · b6 білий слон · c6 чорний пішак · e6 чорний пішак · g6 чорний пішак · h6 чорний пішак · b5 біла тура · g5 чорний кінь · b4 білий король · e4 чорний кінь · f4 чорний король · g4 чорний пішак · b3 чорний слон · e3 чорна тура · b2 чорний ферзь · d2 чорний пішак · e2 чорний пішак | a8 чорна тура · b6 білий слон · c6 чорний пішак · e6 чорний пішак · g6 чорний пішак · h6 чорний пішак · b5 біла тура · g5 чорний кінь · b4 білий король · e4 чорний кінь · f4 чорний король · g4 чорний пішак · b3 чорний слон · e3 чорна тура · b2 чорний ферзь · d2 чорний пішак · e2 чорний пішак | a8 чорна тура · b6 білий слон · c6 чорний пішак · e6 чорний пішак · g6 чорний пішак · h6 чорний пішак · b5 біла тура · g5 чорний кінь · b4 білий король · e4 чорний кінь · f4 чорний король · g4 чорний пішак · b3 чорний слон · e3 чорна тура · b2 чорний ферзь · d2 чорний пішак · e2 чорний пішак | a8 чорна тура · b6 білий слон · c6 чорний пішак · e6 чорний пішак · g6 чорний пішак · h6 чорний пішак · b5 біла тура · g5 чорний кінь · b4 білий король · e4 чорний кінь · f4 чорний король · g4 чорний пішак · b3 чорний слон · e3 чорна тура · b2 чорний ферзь · d2 чорний пішак · e2 чорний пішак | 5 |
| 4 | a8 чорна тура · b6 білий слон · c6 чорний пішак · e6 чорний пішак · g6 чорний пішак · h6 чорний пішак · b5 біла тура · g5 чорний кінь · b4 білий король · e4 чорний кінь · f4 чорний король · g4 чорний пішак · b3 чорний слон · e3 чорна тура · b2 чорний ферзь · d2 чорний пішак · e2 чорний пішак | a8 чорна тура · b6 білий слон · c6 чорний пішак · e6 чорний пішак · g6 чорний пішак · h6 чорний пішак · b5 біла тура · g5 чорний кінь · b4 білий король · e4 чорний кінь · f4 чорний король · g4 чорний пішак · b3 чорний слон · e3 чорна тура · b2 чорний ферзь · d2 чорний пішак · e2 чорний пішак | a8 чорна тура · b6 білий слон · c6 чорний пішак · e6 чорний пішак · g6 чорний пішак · h6 чорний пішак · b5 біла тура · g5 чорний кінь · b4 білий король · e4 чорний кінь · f4 чорний король · g4 чорний пішак · b3 чорний слон · e3 чорна тура · b2 чорний ферзь · d2 чорний пішак · e2 чорний пішак | a8 чорна тура · b6 білий слон · c6 чорний пішак · e6 чорний пішак · g6 чорний пішак · h6 чорний пішак · b5 біла тура · g5 чорний кінь · b4 білий король · e4 чорний кінь · f4 чорний король · g4 чорний пішак · b3 чорний слон · e3 чорна тура · b2 чорний ферзь · d2 чорний пішак · e2 чорний пішак | a8 чорна тура · b6 білий слон · c6 чорний пішак · e6 чорний пішак · g6 чорний пішак · h6 чорний пішак · b5 біла тура · g5 чорний кінь · b4 білий король · e4 чорний кінь · f4 чорний король · g4 чорний пішак · b3 чорний слон · e3 чорна тура · b2 чорний ферзь · d2 чорний пішак · e2 чорний пішак | a8 чорна тура · b6 білий слон · c6 чорний пішак · e6 чорний пішак · g6 чорний пішак · h6 чорний пішак · b5 біла тура · g5 чорний кінь · b4 білий король · e4 чорний кінь · f4 чорний король · g4 чорний пішак · b3 чорний слон · e3 чорна тура · b2 чорний ферзь · d2 чорний пішак · e2 чорний пішак | a8 чорна тура · b6 білий слон · c6 чорний пішак · e6 чорний пішак · g6 чорний пішак · h6 чорний пішак · b5 біла тура · g5 чорний кінь · b4 білий король · e4 чорний кінь · f4 чорний король · g4 чорний пішак · b3 чорний слон · e3 чорна тура · b2 чорний ферзь · d2 чорний пішак · e2 чорний пішак | a8 чорна тура · b6 білий слон · c6 чорний пішак · e6 чорний пішак · g6 чорний пішак · h6 чорний пішак · b5 біла тура · g5 чорний кінь · b4 білий король · e4 чорний кінь · f4 чорний король · g4 чорний пішак · b3 чорний слон · e3 чорна тура · b2 чорний ферзь · d2 чорний пішак · e2 чорний пішак | 4 |
| 3 | a8 чорна тура · b6 білий слон · c6 чорний пішак · e6 чорний пішак · g6 чорний пішак · h6 чорний пішак · b5 біла тура · g5 чорний кінь · b4 білий король · e4 чорний кінь · f4 чорний король · g4 чорний пішак · b3 чорний слон · e3 чорна тура · b2 чорний ферзь · d2 чорний пішак · e2 чорний пішак | a8 чорна тура · b6 білий слон · c6 чорний пішак · e6 чорний пішак · g6 чорний пішак · h6 чорний пішак · b5 біла тура · g5 чорний кінь · b4 білий король · e4 чорний кінь · f4 чорний король · g4 чорний пішак · b3 чорний слон · e3 чорна тура · b2 чорний ферзь · d2 чорний пішак · e2 чорний пішак | a8 чорна тура · b6 білий слон · c6 чорний пішак · e6 чорний пішак · g6 чорний пішак · h6 чорний пішак · b5 біла тура · g5 чорний кінь · b4 білий король · e4 чорний кінь · f4 чорний король · g4 чорний пішак · b3 чорний слон · e3 чорна тура · b2 чорний ферзь · d2 чорний пішак · e2 чорний пішак | a8 чорна тура · b6 білий слон · c6 чорний пішак · e6 чорний пішак · g6 чорний пішак · h6 чорний пішак · b5 біла тура · g5 чорний кінь · b4 білий король · e4 чорний кінь · f4 чорний король · g4 чорний пішак · b3 чорний слон · e3 чорна тура · b2 чорний ферзь · d2 чорний пішак · e2 чорний пішак | a8 чорна тура · b6 білий слон · c6 чорний пішак · e6 чорний пішак · g6 чорний пішак · h6 чорний пішак · b5 біла тура · g5 чорний кінь · b4 білий король · e4 чорний кінь · f4 чорний король · g4 чорний пішак · b3 чорний слон · e3 чорна тура · b2 чорний ферзь · d2 чорний пішак · e2 чорний пішак | a8 чорна тура · b6 білий слон · c6 чорний пішак · e6 чорний пішак · g6 чорний пішак · h6 чорний пішак · b5 біла тура · g5 чорний кінь · b4 білий король · e4 чорний кінь · f4 чорний король · g4 чорний пішак · b3 чорний слон · e3 чорна тура · b2 чорний ферзь · d2 чорний пішак · e2 чорний пішак | a8 чорна тура · b6 білий слон · c6 чорний пішак · e6 чорний пішак · g6 чорний пішак · h6 чорний пішак · b5 біла тура · g5 чорний кінь · b4 білий король · e4 чорний кінь · f4 чорний король · g4 чорний пішак · b3 чорний слон · e3 чорна тура · b2 чорний ферзь · d2 чорний пішак · e2 чорний пішак | a8 чорна тура · b6 білий слон · c6 чорний пішак · e6 чорний пішак · g6 чорний пішак · h6 чорний пішак · b5 біла тура · g5 чорний кінь · b4 білий король · e4 чорний кінь · f4 чорний король · g4 чорний пішак · b3 чорний слон · e3 чорна тура · b2 чорний ферзь · d2 чорний пішак · e2 чорний пішак | 3 |
| 2 | a8 чорна тура · b6 білий слон · c6 чорний пішак · e6 чорний пішак · g6 чорний пішак · h6 чорний пішак · b5 біла тура · g5 чорний кінь · b4 білий король · e4 чорний кінь · f4 чорний король · g4 чорний пішак · b3 чорний слон · e3 чорна тура · b2 чорний ферзь · d2 чорний пішак · e2 чорний пішак | a8 чорна тура · b6 білий слон · c6 чорний пішак · e6 чорний пішак · g6 чорний пішак · h6 чорний пішак · b5 біла тура · g5 чорний кінь · b4 білий король · e4 чорний кінь · f4 чорний король · g4 чорний пішак · b3 чорний слон · e3 чорна тура · b2 чорний ферзь · d2 чорний пішак · e2 чорний пішак | a8 чорна тура · b6 білий слон · c6 чорний пішак · e6 чорний пішак · g6 чорний пішак · h6 чорний пішак · b5 біла тура · g5 чорний кінь · b4 білий король · e4 чорний кінь · f4 чорний король · g4 чорний пішак · b3 чорний слон · e3 чорна тура · b2 чорний ферзь · d2 чорний пішак · e2 чорний пішак | a8 чорна тура · b6 білий слон · c6 чорний пішак · e6 чорний пішак · g6 чорний пішак · h6 чорний пішак · b5 біла тура · g5 чорний кінь · b4 білий король · e4 чорний кінь · f4 чорний король · g4 чорний пішак · b3 чорний слон · e3 чорна тура · b2 чорний ферзь · d2 чорний пішак · e2 чорний пішак | a8 чорна тура · b6 білий слон · c6 чорний пішак · e6 чорний пішак · g6 чорний пішак · h6 чорний пішак · b5 біла тура · g5 чорний кінь · b4 білий король · e4 чорний кінь · f4 чорний король · g4 чорний пішак · b3 чорний слон · e3 чорна тура · b2 чорний ферзь · d2 чорний пішак · e2 чорний пішак | a8 чорна тура · b6 білий слон · c6 чорний пішак · e6 чорний пішак · g6 чорний пішак · h6 чорний пішак · b5 біла тура · g5 чорний кінь · b4 білий король · e4 чорний кінь · f4 чорний король · g4 чорний пішак · b3 чорний слон · e3 чорна тура · b2 чорний ферзь · d2 чорний пішак · e2 чорний пішак | a8 чорна тура · b6 білий слон · c6 чорний пішак · e6 чорний пішак · g6 чорний пішак · h6 чорний пішак · b5 біла тура · g5 чорний кінь · b4 білий король · e4 чорний кінь · f4 чорний король · g4 чорний пішак · b3 чорний слон · e3 чорна тура · b2 чорний ферзь · d2 чорний пішак · e2 чорний пішак | a8 чорна тура · b6 білий слон · c6 чорний пішак · e6 чорний пішак · g6 чорний пішак · h6 чорний пішак · b5 біла тура · g5 чорний кінь · b4 білий король · e4 чорний кінь · f4 чорний король · g4 чорний пішак · b3 чорний слон · e3 чорна тура · b2 чорний ферзь · d2 чорний пішак · e2 чорний пішак | 2 |
| 1 | a8 чорна тура · b6 білий слон · c6 чорний пішак · e6 чорний пішак · g6 чорний пішак · h6 чорний пішак · b5 біла тура · g5 чорний кінь · b4 білий король · e4 чорний кінь · f4 чорний король · g4 чорний пішак · b3 чорний слон · e3 чорна тура · b2 чорний ферзь · d2 чорний пішак · e2 чорний пішак | a8 чорна тура · b6 білий слон · c6 чорний пішак · e6 чорний пішак · g6 чорний пішак · h6 чорний пішак · b5 біла тура · g5 чорний кінь · b4 білий король · e4 чорний кінь · f4 чорний король · g4 чорний пішак · b3 чорний слон · e3 чорна тура · b2 чорний ферзь · d2 чорний пішак · e2 чорний пішак | a8 чорна тура · b6 білий слон · c6 чорний пішак · e6 чорний пішак · g6 чорний пішак · h6 чорний пішак · b5 біла тура · g5 чорний кінь · b4 білий король · e4 чорний кінь · f4 чорний король · g4 чорний пішак · b3 чорний слон · e3 чорна тура · b2 чорний ферзь · d2 чорний пішак · e2 чорний пішак | a8 чорна тура · b6 білий слон · c6 чорний пішак · e6 чорний пішак · g6 чорний пішак · h6 чорний пішак · b5 біла тура · g5 чорний кінь · b4 білий король · e4 чорний кінь · f4 чорний король · g4 чорний пішак · b3 чорний слон · e3 чорна тура · b2 чорний ферзь · d2 чорний пішак · e2 чорний пішак | a8 чорна тура · b6 білий слон · c6 чорний пішак · e6 чорний пішак · g6 чорний пішак · h6 чорний пішак · b5 біла тура · g5 чорний кінь · b4 білий король · e4 чорний кінь · f4 чорний король · g4 чорний пішак · b3 чорний слон · e3 чорна тура · b2 чорний ферзь · d2 чорний пішак · e2 чорний пішак | a8 чорна тура · b6 білий слон · c6 чорний пішак · e6 чорний пішак · g6 чорний пішак · h6 чорний пішак · b5 біла тура · g5 чорний кінь · b4 білий король · e4 чорний кінь · f4 чорний король · g4 чорний пішак · b3 чорний слон · e3 чорна тура · b2 чорний ферзь · d2 чорний пішак · e2 чорний пішак | a8 чорна тура · b6 білий слон · c6 чорний пішак · e6 чорний пішак · g6 чорний пішак · h6 чорний пішак · b5 біла тура · g5 чорний кінь · b4 білий король · e4 чорний кінь · f4 чорний король · g4 чорний пішак · b3 чорний слон · e3 чорна тура · b2 чорний ферзь · d2 чорний пішак · e2 чорний пішак | a8 чорна тура · b6 білий слон · c6 чорний пішак · e6 чорний пішак · g6 чорний пішак · h6 чорний пішак · b5 біла тура · g5 чорний кінь · b4 білий король · e4 чорний кінь · f4 чорний король · g4 чорний пішак · b3 чорний слон · e3 чорна тура · b2 чорний ферзь · d2 чорний пішак · e2 чорний пішак | 1 |
|   | a | b | c | d | e | f | g | h |   |

FEN: r7/8/1Bp1p1pp/1R4n1/1K2nkp1/1b2r3/1q1pp3/8
2 Sol

І  1. Rf3 Rc5  2. Ke3 Ba7! (tempo) 3. Rf4 Rc3#
ІІ 1. Sh3 Bc5 2. Kg5 Ra5! (tempo) 3. Sf4 Be7#
На тлі вираження теми темпоходів білих фігур (угорська тема) та створення батарейної гри на тлі перекриття Грімшоу, чорні фігури взаємно міняються місцями, в першій фазі тура з королем, а в другій фазі — кінь з королем.

## Біла форма
Для вираження білої форми теми необхідно, щоб в процесі гри помінялися місцями дві білі фігури.
|   | a | b | c | d | e | f | g | h |   |
| 8 | a8 білий король · d7 чорний слон · c4 білий слон · e4 чорний король · e3 білий пішак · c2 білий пішак · d2 білий пішак · e2 чорний пішак · g2 білий пішак · c1 чорна тура · g1 чорна тура | a8 білий король · d7 чорний слон · c4 білий слон · e4 чорний король · e3 білий пішак · c2 білий пішак · d2 білий пішак · e2 чорний пішак · g2 білий пішак · c1 чорна тура · g1 чорна тура | a8 білий король · d7 чорний слон · c4 білий слон · e4 чорний король · e3 білий пішак · c2 білий пішак · d2 білий пішак · e2 чорний пішак · g2 білий пішак · c1 чорна тура · g1 чорна тура | a8 білий король · d7 чорний слон · c4 білий слон · e4 чорний король · e3 білий пішак · c2 білий пішак · d2 білий пішак · e2 чорний пішак · g2 білий пішак · c1 чорна тура · g1 чорна тура | a8 білий король · d7 чорний слон · c4 білий слон · e4 чорний король · e3 білий пішак · c2 білий пішак · d2 білий пішак · e2 чорний пішак · g2 білий пішак · c1 чорна тура · g1 чорна тура | a8 білий король · d7 чорний слон · c4 білий слон · e4 чорний король · e3 білий пішак · c2 білий пішак · d2 білий пішак · e2 чорний пішак · g2 білий пішак · c1 чорна тура · g1 чорна тура | a8 білий король · d7 чорний слон · c4 білий слон · e4 чорний король · e3 білий пішак · c2 білий пішак · d2 білий пішак · e2 чорний пішак · g2 білий пішак · c1 чорна тура · g1 чорна тура | a8 білий король · d7 чорний слон · c4 білий слон · e4 чорний король · e3 білий пішак · c2 білий пішак · d2 білий пішак · e2 чорний пішак · g2 білий пішак · c1 чорна тура · g1 чорна тура | 8 |
| 7 | a8 білий король · d7 чорний слон · c4 білий слон · e4 чорний король · e3 білий пішак · c2 білий пішак · d2 білий пішак · e2 чорний пішак · g2 білий пішак · c1 чорна тура · g1 чорна тура | a8 білий король · d7 чорний слон · c4 білий слон · e4 чорний король · e3 білий пішак · c2 білий пішак · d2 білий пішак · e2 чорний пішак · g2 білий пішак · c1 чорна тура · g1 чорна тура | a8 білий король · d7 чорний слон · c4 білий слон · e4 чорний король · e3 білий пішак · c2 білий пішак · d2 білий пішак · e2 чорний пішак · g2 білий пішак · c1 чорна тура · g1 чорна тура | a8 білий король · d7 чорний слон · c4 білий слон · e4 чорний король · e3 білий пішак · c2 білий пішак · d2 білий пішак · e2 чорний пішак · g2 білий пішак · c1 чорна тура · g1 чорна тура | a8 білий король · d7 чорний слон · c4 білий слон · e4 чорний король · e3 білий пішак · c2 білий пішак · d2 білий пішак · e2 чорний пішак · g2 білий пішак · c1 чорна тура · g1 чорна тура | a8 білий король · d7 чорний слон · c4 білий слон · e4 чорний король · e3 білий пішак · c2 білий пішак · d2 білий пішак · e2 чорний пішак · g2 білий пішак · c1 чорна тура · g1 чорна тура | a8 білий король · d7 чорний слон · c4 білий слон · e4 чорний король · e3 білий пішак · c2 білий пішак · d2 білий пішак · e2 чорний пішак · g2 білий пішак · c1 чорна тура · g1 чорна тура | a8 білий король · d7 чорний слон · c4 білий слон · e4 чорний король · e3 білий пішак · c2 білий пішак · d2 білий пішак · e2 чорний пішак · g2 білий пішак · c1 чорна тура · g1 чорна тура | 7 |
| 6 | a8 білий король · d7 чорний слон · c4 білий слон · e4 чорний король · e3 білий пішак · c2 білий пішак · d2 білий пішак · e2 чорний пішак · g2 білий пішак · c1 чорна тура · g1 чорна тура | a8 білий король · d7 чорний слон · c4 білий слон · e4 чорний король · e3 білий пішак · c2 білий пішак · d2 білий пішак · e2 чорний пішак · g2 білий пішак · c1 чорна тура · g1 чорна тура | a8 білий король · d7 чорний слон · c4 білий слон · e4 чорний король · e3 білий пішак · c2 білий пішак · d2 білий пішак · e2 чорний пішак · g2 білий пішак · c1 чорна тура · g1 чорна тура | a8 білий король · d7 чорний слон · c4 білий слон · e4 чорний король · e3 білий пішак · c2 білий пішак · d2 білий пішак · e2 чорний пішак · g2 білий пішак · c1 чорна тура · g1 чорна тура | a8 білий король · d7 чорний слон · c4 білий слон · e4 чорний король · e3 білий пішак · c2 білий пішак · d2 білий пішак · e2 чорний пішак · g2 білий пішак · c1 чорна тура · g1 чорна тура | a8 білий король · d7 чорний слон · c4 білий слон · e4 чорний король · e3 білий пішак · c2 білий пішак · d2 білий пішак · e2 чорний пішак · g2 білий пішак · c1 чорна тура · g1 чорна тура | a8 білий король · d7 чорний слон · c4 білий слон · e4 чорний король · e3 білий пішак · c2 білий пішак · d2 білий пішак · e2 чорний пішак · g2 білий пішак · c1 чорна тура · g1 чорна тура | a8 білий король · d7 чорний слон · c4 білий слон · e4 чорний король · e3 білий пішак · c2 білий пішак · d2 білий пішак · e2 чорний пішак · g2 білий пішак · c1 чорна тура · g1 чорна тура | 6 |
| 5 | a8 білий король · d7 чорний слон · c4 білий слон · e4 чорний король · e3 білий пішак · c2 білий пішак · d2 білий пішак · e2 чорний пішак · g2 білий пішак · c1 чорна тура · g1 чорна тура | a8 білий король · d7 чорний слон · c4 білий слон · e4 чорний король · e3 білий пішак · c2 білий пішак · d2 білий пішак · e2 чорний пішак · g2 білий пішак · c1 чорна тура · g1 чорна тура | a8 білий король · d7 чорний слон · c4 білий слон · e4 чорний король · e3 білий пішак · c2 білий пішак · d2 білий пішак · e2 чорний пішак · g2 білий пішак · c1 чорна тура · g1 чорна тура | a8 білий король · d7 чорний слон · c4 білий слон · e4 чорний король · e3 білий пішак · c2 білий пішак · d2 білий пішак · e2 чорний пішак · g2 білий пішак · c1 чорна тура · g1 чорна тура | a8 білий король · d7 чорний слон · c4 білий слон · e4 чорний король · e3 білий пішак · c2 білий пішак · d2 білий пішак · e2 чорний пішак · g2 білий пішак · c1 чорна тура · g1 чорна тура | a8 білий король · d7 чорний слон · c4 білий слон · e4 чорний король · e3 білий пішак · c2 білий пішак · d2 білий пішак · e2 чорний пішак · g2 білий пішак · c1 чорна тура · g1 чорна тура | a8 білий король · d7 чорний слон · c4 білий слон · e4 чорний король · e3 білий пішак · c2 білий пішак · d2 білий пішак · e2 чорний пішак · g2 білий пішак · c1 чорна тура · g1 чорна тура | a8 білий король · d7 чорний слон · c4 білий слон · e4 чорний король · e3 білий пішак · c2 білий пішак · d2 білий пішак · e2 чорний пішак · g2 білий пішак · c1 чорна тура · g1 чорна тура | 5 |
| 4 | a8 білий король · d7 чорний слон · c4 білий слон · e4 чорний король · e3 білий пішак · c2 білий пішак · d2 білий пішак · e2 чорний пішак · g2 білий пішак · c1 чорна тура · g1 чорна тура | a8 білий король · d7 чорний слон · c4 білий слон · e4 чорний король · e3 білий пішак · c2 білий пішак · d2 білий пішак · e2 чорний пішак · g2 білий пішак · c1 чорна тура · g1 чорна тура | a8 білий король · d7 чорний слон · c4 білий слон · e4 чорний король · e3 білий пішак · c2 білий пішак · d2 білий пішак · e2 чорний пішак · g2 білий пішак · c1 чорна тура · g1 чорна тура | a8 білий король · d7 чорний слон · c4 білий слон · e4 чорний король · e3 білий пішак · c2 білий пішак · d2 білий пішак · e2 чорний пішак · g2 білий пішак · c1 чорна тура · g1 чорна тура | a8 білий король · d7 чорний слон · c4 білий слон · e4 чорний король · e3 білий пішак · c2 білий пішак · d2 білий пішак · e2 чорний пішак · g2 білий пішак · c1 чорна тура · g1 чорна тура | a8 білий король · d7 чорний слон · c4 білий слон · e4 чорний король · e3 білий пішак · c2 білий пішак · d2 білий пішак · e2 чорний пішак · g2 білий пішак · c1 чорна тура · g1 чорна тура | a8 білий король · d7 чорний слон · c4 білий слон · e4 чорний король · e3 білий пішак · c2 білий пішак · d2 білий пішак · e2 чорний пішак · g2 білий пішак · c1 чорна тура · g1 чорна тура | a8 білий король · d7 чорний слон · c4 білий слон · e4 чорний король · e3 білий пішак · c2 білий пішак · d2 білий пішак · e2 чорний пішак · g2 білий пішак · c1 чорна тура · g1 чорна тура | 4 |
| 3 | a8 білий король · d7 чорний слон · c4 білий слон · e4 чорний король · e3 білий пішак · c2 білий пішак · d2 білий пішак · e2 чорний пішак · g2 білий пішак · c1 чорна тура · g1 чорна тура | a8 білий король · d7 чорний слон · c4 білий слон · e4 чорний король · e3 білий пішак · c2 білий пішак · d2 білий пішак · e2 чорний пішак · g2 білий пішак · c1 чорна тура · g1 чорна тура | a8 білий король · d7 чорний слон · c4 білий слон · e4 чорний король · e3 білий пішак · c2 білий пішак · d2 білий пішак · e2 чорний пішак · g2 білий пішак · c1 чорна тура · g1 чорна тура | a8 білий король · d7 чорний слон · c4 білий слон · e4 чорний король · e3 білий пішак · c2 білий пішак · d2 білий пішак · e2 чорний пішак · g2 білий пішак · c1 чорна тура · g1 чорна тура | a8 білий король · d7 чорний слон · c4 білий слон · e4 чорний король · e3 білий пішак · c2 білий пішак · d2 білий пішак · e2 чорний пішак · g2 білий пішак · c1 чорна тура · g1 чорна тура | a8 білий король · d7 чорний слон · c4 білий слон · e4 чорний король · e3 білий пішак · c2 білий пішак · d2 білий пішак · e2 чорний пішак · g2 білий пішак · c1 чорна тура · g1 чорна тура | a8 білий король · d7 чорний слон · c4 білий слон · e4 чорний король · e3 білий пішак · c2 білий пішак · d2 білий пішак · e2 чорний пішак · g2 білий пішак · c1 чорна тура · g1 чорна тура | a8 білий король · d7 чорний слон · c4 білий слон · e4 чорний король · e3 білий пішак · c2 білий пішак · d2 білий пішак · e2 чорний пішак · g2 білий пішак · c1 чорна тура · g1 чорна тура | 3 |
| 2 | a8 білий король · d7 чорний слон · c4 білий слон · e4 чорний король · e3 білий пішак · c2 білий пішак · d2 білий пішак · e2 чорний пішак · g2 білий пішак · c1 чорна тура · g1 чорна тура | a8 білий король · d7 чорний слон · c4 білий слон · e4 чорний король · e3 білий пішак · c2 білий пішак · d2 білий пішак · e2 чорний пішак · g2 білий пішак · c1 чорна тура · g1 чорна тура | a8 білий король · d7 чорний слон · c4 білий слон · e4 чорний король · e3 білий пішак · c2 білий пішак · d2 білий пішак · e2 чорний пішак · g2 білий пішак · c1 чорна тура · g1 чорна тура | a8 білий король · d7 чорний слон · c4 білий слон · e4 чорний король · e3 білий пішак · c2 білий пішак · d2 білий пішак · e2 чорний пішак · g2 білий пішак · c1 чорна тура · g1 чорна тура | a8 білий король · d7 чорний слон · c4 білий слон · e4 чорний король · e3 білий пішак · c2 білий пішак · d2 білий пішак · e2 чорний пішак · g2 білий пішак · c1 чорна тура · g1 чорна тура | a8 білий король · d7 чорний слон · c4 білий слон · e4 чорний король · e3 білий пішак · c2 білий пішак · d2 білий пішак · e2 чорний пішак · g2 білий пішак · c1 чорна тура · g1 чорна тура | a8 білий король · d7 чорний слон · c4 білий слон · e4 чорний король · e3 білий пішак · c2 білий пішак · d2 білий пішак · e2 чорний пішак · g2 білий пішак · c1 чорна тура · g1 чорна тура | a8 білий король · d7 чорний слон · c4 білий слон · e4 чорний король · e3 білий пішак · c2 білий пішак · d2 білий пішак · e2 чорний пішак · g2 білий пішак · c1 чорна тура · g1 чорна тура | 2 |
| 1 | a8 білий король · d7 чорний слон · c4 білий слон · e4 чорний король · e3 білий пішак · c2 білий пішак · d2 білий пішак · e2 чорний пішак · g2 білий пішак · c1 чорна тура · g1 чорна тура | a8 білий король · d7 чорний слон · c4 білий слон · e4 чорний король · e3 білий пішак · c2 білий пішак · d2 білий пішак · e2 чорний пішак · g2 білий пішак · c1 чорна тура · g1 чорна тура | a8 білий король · d7 чорний слон · c4 білий слон · e4 чорний король · e3 білий пішак · c2 білий пішак · d2 білий пішак · e2 чорний пішак · g2 білий пішак · c1 чорна тура · g1 чорна тура | a8 білий король · d7 чорний слон · c4 білий слон · e4 чорний король · e3 білий пішак · c2 білий пішак · d2 білий пішак · e2 чорний пішак · g2 білий пішак · c1 чорна тура · g1 чорна тура | a8 білий король · d7 чорний слон · c4 білий слон · e4 чорний король · e3 білий пішак · c2 білий пішак · d2 білий пішак · e2 чорний пішак · g2 білий пішак · c1 чорна тура · g1 чорна тура | a8 білий король · d7 чорний слон · c4 білий слон · e4 чорний король · e3 білий пішак · c2 білий пішак · d2 білий пішак · e2 чорний пішак · g2 білий пішак · c1 чорна тура · g1 чорна тура | a8 білий король · d7 чорний слон · c4 білий слон · e4 чорний король · e3 білий пішак · c2 білий пішак · d2 білий пішак · e2 чорний пішак · g2 білий пішак · c1 чорна тура · g1 чорна тура | a8 білий король · d7 чорний слон · c4 білий слон · e4 чорний король · e3 білий пішак · c2 білий пішак · d2 білий пішак · e2 чорний пішак · g2 білий пішак · c1 чорна тура · g1 чорна тура | 1 |
|   | a | b | c | d | e | f | g | h |   |

FEN: K7/3b4/8/8/2B1k3/4P3/2PPp1P1/2r3r1
b) c4 → g4
a) 1. Rcf1 Bb3 2. Rf5 c4 3. Re5 Bc2#
b) 1. Rgf1 Bh3 2. Rf5 g4 3. Re5 Bg2#
В кожній фазі міняються місцями білі слон і пішак.
В задачі додатково виражена пряма чорна форма теми Залокоцького: дві чорні фігури рухаються по одному і тому же маршруту.

## Повна форма
Для вираження повної форми теми необхідно, щоб в процесі гри помінялися місцями дві чорні фігури і дві білі.
|   | a | b | c | d | e | f | g | h |   |
| 8 | e8 чорна тура · c7 чорний ферзь · d7 чорний пішак · g7 біла тура · h7 білий король · g6 білий пішак · h6 чорний пішак · f5 чорний пішак · g5 білий пішак · c4 чорний пішак · d4 білий слон · e4 чорний слон · f4 білий пішак · f3 чорний король · g3 чорний пішак · d2 білий пішак · e2 чорний пішак · h2 чорна тура | e8 чорна тура · c7 чорний ферзь · d7 чорний пішак · g7 біла тура · h7 білий король · g6 білий пішак · h6 чорний пішак · f5 чорний пішак · g5 білий пішак · c4 чорний пішак · d4 білий слон · e4 чорний слон · f4 білий пішак · f3 чорний король · g3 чорний пішак · d2 білий пішак · e2 чорний пішак · h2 чорна тура | e8 чорна тура · c7 чорний ферзь · d7 чорний пішак · g7 біла тура · h7 білий король · g6 білий пішак · h6 чорний пішак · f5 чорний пішак · g5 білий пішак · c4 чорний пішак · d4 білий слон · e4 чорний слон · f4 білий пішак · f3 чорний король · g3 чорний пішак · d2 білий пішак · e2 чорний пішак · h2 чорна тура | e8 чорна тура · c7 чорний ферзь · d7 чорний пішак · g7 біла тура · h7 білий король · g6 білий пішак · h6 чорний пішак · f5 чорний пішак · g5 білий пішак · c4 чорний пішак · d4 білий слон · e4 чорний слон · f4 білий пішак · f3 чорний король · g3 чорний пішак · d2 білий пішак · e2 чорний пішак · h2 чорна тура | e8 чорна тура · c7 чорний ферзь · d7 чорний пішак · g7 біла тура · h7 білий король · g6 білий пішак · h6 чорний пішак · f5 чорний пішак · g5 білий пішак · c4 чорний пішак · d4 білий слон · e4 чорний слон · f4 білий пішак · f3 чорний король · g3 чорний пішак · d2 білий пішак · e2 чорний пішак · h2 чорна тура | e8 чорна тура · c7 чорний ферзь · d7 чорний пішак · g7 біла тура · h7 білий король · g6 білий пішак · h6 чорний пішак · f5 чорний пішак · g5 білий пішак · c4 чорний пішак · d4 білий слон · e4 чорний слон · f4 білий пішак · f3 чорний король · g3 чорний пішак · d2 білий пішак · e2 чорний пішак · h2 чорна тура | e8 чорна тура · c7 чорний ферзь · d7 чорний пішак · g7 біла тура · h7 білий король · g6 білий пішак · h6 чорний пішак · f5 чорний пішак · g5 білий пішак · c4 чорний пішак · d4 білий слон · e4 чорний слон · f4 білий пішак · f3 чорний король · g3 чорний пішак · d2 білий пішак · e2 чорний пішак · h2 чорна тура | e8 чорна тура · c7 чорний ферзь · d7 чорний пішак · g7 біла тура · h7 білий король · g6 білий пішак · h6 чорний пішак · f5 чорний пішак · g5 білий пішак · c4 чорний пішак · d4 білий слон · e4 чорний слон · f4 білий пішак · f3 чорний король · g3 чорний пішак · d2 білий пішак · e2 чорний пішак · h2 чорна тура | 8 |
| 7 | e8 чорна тура · c7 чорний ферзь · d7 чорний пішак · g7 біла тура · h7 білий король · g6 білий пішак · h6 чорний пішак · f5 чорний пішак · g5 білий пішак · c4 чорний пішак · d4 білий слон · e4 чорний слон · f4 білий пішак · f3 чорний король · g3 чорний пішак · d2 білий пішак · e2 чорний пішак · h2 чорна тура | e8 чорна тура · c7 чорний ферзь · d7 чорний пішак · g7 біла тура · h7 білий король · g6 білий пішак · h6 чорний пішак · f5 чорний пішак · g5 білий пішак · c4 чорний пішак · d4 білий слон · e4 чорний слон · f4 білий пішак · f3 чорний король · g3 чорний пішак · d2 білий пішак · e2 чорний пішак · h2 чорна тура | e8 чорна тура · c7 чорний ферзь · d7 чорний пішак · g7 біла тура · h7 білий король · g6 білий пішак · h6 чорний пішак · f5 чорний пішак · g5 білий пішак · c4 чорний пішак · d4 білий слон · e4 чорний слон · f4 білий пішак · f3 чорний король · g3 чорний пішак · d2 білий пішак · e2 чорний пішак · h2 чорна тура | e8 чорна тура · c7 чорний ферзь · d7 чорний пішак · g7 біла тура · h7 білий король · g6 білий пішак · h6 чорний пішак · f5 чорний пішак · g5 білий пішак · c4 чорний пішак · d4 білий слон · e4 чорний слон · f4 білий пішак · f3 чорний король · g3 чорний пішак · d2 білий пішак · e2 чорний пішак · h2 чорна тура | e8 чорна тура · c7 чорний ферзь · d7 чорний пішак · g7 біла тура · h7 білий король · g6 білий пішак · h6 чорний пішак · f5 чорний пішак · g5 білий пішак · c4 чорний пішак · d4 білий слон · e4 чорний слон · f4 білий пішак · f3 чорний король · g3 чорний пішак · d2 білий пішак · e2 чорний пішак · h2 чорна тура | e8 чорна тура · c7 чорний ферзь · d7 чорний пішак · g7 біла тура · h7 білий король · g6 білий пішак · h6 чорний пішак · f5 чорний пішак · g5 білий пішак · c4 чорний пішак · d4 білий слон · e4 чорний слон · f4 білий пішак · f3 чорний король · g3 чорний пішак · d2 білий пішак · e2 чорний пішак · h2 чорна тура | e8 чорна тура · c7 чорний ферзь · d7 чорний пішак · g7 біла тура · h7 білий король · g6 білий пішак · h6 чорний пішак · f5 чорний пішак · g5 білий пішак · c4 чорний пішак · d4 білий слон · e4 чорний слон · f4 білий пішак · f3 чорний король · g3 чорний пішак · d2 білий пішак · e2 чорний пішак · h2 чорна тура | e8 чорна тура · c7 чорний ферзь · d7 чорний пішак · g7 біла тура · h7 білий король · g6 білий пішак · h6 чорний пішак · f5 чорний пішак · g5 білий пішак · c4 чорний пішак · d4 білий слон · e4 чорний слон · f4 білий пішак · f3 чорний король · g3 чорний пішак · d2 білий пішак · e2 чорний пішак · h2 чорна тура | 7 |
| 6 | e8 чорна тура · c7 чорний ферзь · d7 чорний пішак · g7 біла тура · h7 білий король · g6 білий пішак · h6 чорний пішак · f5 чорний пішак · g5 білий пішак · c4 чорний пішак · d4 білий слон · e4 чорний слон · f4 білий пішак · f3 чорний король · g3 чорний пішак · d2 білий пішак · e2 чорний пішак · h2 чорна тура | e8 чорна тура · c7 чорний ферзь · d7 чорний пішак · g7 біла тура · h7 білий король · g6 білий пішак · h6 чорний пішак · f5 чорний пішак · g5 білий пішак · c4 чорний пішак · d4 білий слон · e4 чорний слон · f4 білий пішак · f3 чорний король · g3 чорний пішак · d2 білий пішак · e2 чорний пішак · h2 чорна тура | e8 чорна тура · c7 чорний ферзь · d7 чорний пішак · g7 біла тура · h7 білий король · g6 білий пішак · h6 чорний пішак · f5 чорний пішак · g5 білий пішак · c4 чорний пішак · d4 білий слон · e4 чорний слон · f4 білий пішак · f3 чорний король · g3 чорний пішак · d2 білий пішак · e2 чорний пішак · h2 чорна тура | e8 чорна тура · c7 чорний ферзь · d7 чорний пішак · g7 біла тура · h7 білий король · g6 білий пішак · h6 чорний пішак · f5 чорний пішак · g5 білий пішак · c4 чорний пішак · d4 білий слон · e4 чорний слон · f4 білий пішак · f3 чорний король · g3 чорний пішак · d2 білий пішак · e2 чорний пішак · h2 чорна тура | e8 чорна тура · c7 чорний ферзь · d7 чорний пішак · g7 біла тура · h7 білий король · g6 білий пішак · h6 чорний пішак · f5 чорний пішак · g5 білий пішак · c4 чорний пішак · d4 білий слон · e4 чорний слон · f4 білий пішак · f3 чорний король · g3 чорний пішак · d2 білий пішак · e2 чорний пішак · h2 чорна тура | e8 чорна тура · c7 чорний ферзь · d7 чорний пішак · g7 біла тура · h7 білий король · g6 білий пішак · h6 чорний пішак · f5 чорний пішак · g5 білий пішак · c4 чорний пішак · d4 білий слон · e4 чорний слон · f4 білий пішак · f3 чорний король · g3 чорний пішак · d2 білий пішак · e2 чорний пішак · h2 чорна тура | e8 чорна тура · c7 чорний ферзь · d7 чорний пішак · g7 біла тура · h7 білий король · g6 білий пішак · h6 чорний пішак · f5 чорний пішак · g5 білий пішак · c4 чорний пішак · d4 білий слон · e4 чорний слон · f4 білий пішак · f3 чорний король · g3 чорний пішак · d2 білий пішак · e2 чорний пішак · h2 чорна тура | e8 чорна тура · c7 чорний ферзь · d7 чорний пішак · g7 біла тура · h7 білий король · g6 білий пішак · h6 чорний пішак · f5 чорний пішак · g5 білий пішак · c4 чорний пішак · d4 білий слон · e4 чорний слон · f4 білий пішак · f3 чорний король · g3 чорний пішак · d2 білий пішак · e2 чорний пішак · h2 чорна тура | 6 |
| 5 | e8 чорна тура · c7 чорний ферзь · d7 чорний пішак · g7 біла тура · h7 білий король · g6 білий пішак · h6 чорний пішак · f5 чорний пішак · g5 білий пішак · c4 чорний пішак · d4 білий слон · e4 чорний слон · f4 білий пішак · f3 чорний король · g3 чорний пішак · d2 білий пішак · e2 чорний пішак · h2 чорна тура | e8 чорна тура · c7 чорний ферзь · d7 чорний пішак · g7 біла тура · h7 білий король · g6 білий пішак · h6 чорний пішак · f5 чорний пішак · g5 білий пішак · c4 чорний пішак · d4 білий слон · e4 чорний слон · f4 білий пішак · f3 чорний король · g3 чорний пішак · d2 білий пішак · e2 чорний пішак · h2 чорна тура | e8 чорна тура · c7 чорний ферзь · d7 чорний пішак · g7 біла тура · h7 білий король · g6 білий пішак · h6 чорний пішак · f5 чорний пішак · g5 білий пішак · c4 чорний пішак · d4 білий слон · e4 чорний слон · f4 білий пішак · f3 чорний король · g3 чорний пішак · d2 білий пішак · e2 чорний пішак · h2 чорна тура | e8 чорна тура · c7 чорний ферзь · d7 чорний пішак · g7 біла тура · h7 білий король · g6 білий пішак · h6 чорний пішак · f5 чорний пішак · g5 білий пішак · c4 чорний пішак · d4 білий слон · e4 чорний слон · f4 білий пішак · f3 чорний король · g3 чорний пішак · d2 білий пішак · e2 чорний пішак · h2 чорна тура | e8 чорна тура · c7 чорний ферзь · d7 чорний пішак · g7 біла тура · h7 білий король · g6 білий пішак · h6 чорний пішак · f5 чорний пішак · g5 білий пішак · c4 чорний пішак · d4 білий слон · e4 чорний слон · f4 білий пішак · f3 чорний король · g3 чорний пішак · d2 білий пішак · e2 чорний пішак · h2 чорна тура | e8 чорна тура · c7 чорний ферзь · d7 чорний пішак · g7 біла тура · h7 білий король · g6 білий пішак · h6 чорний пішак · f5 чорний пішак · g5 білий пішак · c4 чорний пішак · d4 білий слон · e4 чорний слон · f4 білий пішак · f3 чорний король · g3 чорний пішак · d2 білий пішак · e2 чорний пішак · h2 чорна тура | e8 чорна тура · c7 чорний ферзь · d7 чорний пішак · g7 біла тура · h7 білий король · g6 білий пішак · h6 чорний пішак · f5 чорний пішак · g5 білий пішак · c4 чорний пішак · d4 білий слон · e4 чорний слон · f4 білий пішак · f3 чорний король · g3 чорний пішак · d2 білий пішак · e2 чорний пішак · h2 чорна тура | e8 чорна тура · c7 чорний ферзь · d7 чорний пішак · g7 біла тура · h7 білий король · g6 білий пішак · h6 чорний пішак · f5 чорний пішак · g5 білий пішак · c4 чорний пішак · d4 білий слон · e4 чорний слон · f4 білий пішак · f3 чорний король · g3 чорний пішак · d2 білий пішак · e2 чорний пішак · h2 чорна тура | 5 |
| 4 | e8 чорна тура · c7 чорний ферзь · d7 чорний пішак · g7 біла тура · h7 білий король · g6 білий пішак · h6 чорний пішак · f5 чорний пішак · g5 білий пішак · c4 чорний пішак · d4 білий слон · e4 чорний слон · f4 білий пішак · f3 чорний король · g3 чорний пішак · d2 білий пішак · e2 чорний пішак · h2 чорна тура | e8 чорна тура · c7 чорний ферзь · d7 чорний пішак · g7 біла тура · h7 білий король · g6 білий пішак · h6 чорний пішак · f5 чорний пішак · g5 білий пішак · c4 чорний пішак · d4 білий слон · e4 чорний слон · f4 білий пішак · f3 чорний король · g3 чорний пішак · d2 білий пішак · e2 чорний пішак · h2 чорна тура | e8 чорна тура · c7 чорний ферзь · d7 чорний пішак · g7 біла тура · h7 білий король · g6 білий пішак · h6 чорний пішак · f5 чорний пішак · g5 білий пішак · c4 чорний пішак · d4 білий слон · e4 чорний слон · f4 білий пішак · f3 чорний король · g3 чорний пішак · d2 білий пішак · e2 чорний пішак · h2 чорна тура | e8 чорна тура · c7 чорний ферзь · d7 чорний пішак · g7 біла тура · h7 білий король · g6 білий пішак · h6 чорний пішак · f5 чорний пішак · g5 білий пішак · c4 чорний пішак · d4 білий слон · e4 чорний слон · f4 білий пішак · f3 чорний король · g3 чорний пішак · d2 білий пішак · e2 чорний пішак · h2 чорна тура | e8 чорна тура · c7 чорний ферзь · d7 чорний пішак · g7 біла тура · h7 білий король · g6 білий пішак · h6 чорний пішак · f5 чорний пішак · g5 білий пішак · c4 чорний пішак · d4 білий слон · e4 чорний слон · f4 білий пішак · f3 чорний король · g3 чорний пішак · d2 білий пішак · e2 чорний пішак · h2 чорна тура | e8 чорна тура · c7 чорний ферзь · d7 чорний пішак · g7 біла тура · h7 білий король · g6 білий пішак · h6 чорний пішак · f5 чорний пішак · g5 білий пішак · c4 чорний пішак · d4 білий слон · e4 чорний слон · f4 білий пішак · f3 чорний король · g3 чорний пішак · d2 білий пішак · e2 чорний пішак · h2 чорна тура | e8 чорна тура · c7 чорний ферзь · d7 чорний пішак · g7 біла тура · h7 білий король · g6 білий пішак · h6 чорний пішак · f5 чорний пішак · g5 білий пішак · c4 чорний пішак · d4 білий слон · e4 чорний слон · f4 білий пішак · f3 чорний король · g3 чорний пішак · d2 білий пішак · e2 чорний пішак · h2 чорна тура | e8 чорна тура · c7 чорний ферзь · d7 чорний пішак · g7 біла тура · h7 білий король · g6 білий пішак · h6 чорний пішак · f5 чорний пішак · g5 білий пішак · c4 чорний пішак · d4 білий слон · e4 чорний слон · f4 білий пішак · f3 чорний король · g3 чорний пішак · d2 білий пішак · e2 чорний пішак · h2 чорна тура | 4 |
| 3 | e8 чорна тура · c7 чорний ферзь · d7 чорний пішак · g7 біла тура · h7 білий король · g6 білий пішак · h6 чорний пішак · f5 чорний пішак · g5 білий пішак · c4 чорний пішак · d4 білий слон · e4 чорний слон · f4 білий пішак · f3 чорний король · g3 чорний пішак · d2 білий пішак · e2 чорний пішак · h2 чорна тура | e8 чорна тура · c7 чорний ферзь · d7 чорний пішак · g7 біла тура · h7 білий король · g6 білий пішак · h6 чорний пішак · f5 чорний пішак · g5 білий пішак · c4 чорний пішак · d4 білий слон · e4 чорний слон · f4 білий пішак · f3 чорний король · g3 чорний пішак · d2 білий пішак · e2 чорний пішак · h2 чорна тура | e8 чорна тура · c7 чорний ферзь · d7 чорний пішак · g7 біла тура · h7 білий король · g6 білий пішак · h6 чорний пішак · f5 чорний пішак · g5 білий пішак · c4 чорний пішак · d4 білий слон · e4 чорний слон · f4 білий пішак · f3 чорний король · g3 чорний пішак · d2 білий пішак · e2 чорний пішак · h2 чорна тура | e8 чорна тура · c7 чорний ферзь · d7 чорний пішак · g7 біла тура · h7 білий король · g6 білий пішак · h6 чорний пішак · f5 чорний пішак · g5 білий пішак · c4 чорний пішак · d4 білий слон · e4 чорний слон · f4 білий пішак · f3 чорний король · g3 чорний пішак · d2 білий пішак · e2 чорний пішак · h2 чорна тура | e8 чорна тура · c7 чорний ферзь · d7 чорний пішак · g7 біла тура · h7 білий король · g6 білий пішак · h6 чорний пішак · f5 чорний пішак · g5 білий пішак · c4 чорний пішак · d4 білий слон · e4 чорний слон · f4 білий пішак · f3 чорний король · g3 чорний пішак · d2 білий пішак · e2 чорний пішак · h2 чорна тура | e8 чорна тура · c7 чорний ферзь · d7 чорний пішак · g7 біла тура · h7 білий король · g6 білий пішак · h6 чорний пішак · f5 чорний пішак · g5 білий пішак · c4 чорний пішак · d4 білий слон · e4 чорний слон · f4 білий пішак · f3 чорний король · g3 чорний пішак · d2 білий пішак · e2 чорний пішак · h2 чорна тура | e8 чорна тура · c7 чорний ферзь · d7 чорний пішак · g7 біла тура · h7 білий король · g6 білий пішак · h6 чорний пішак · f5 чорний пішак · g5 білий пішак · c4 чорний пішак · d4 білий слон · e4 чорний слон · f4 білий пішак · f3 чорний король · g3 чорний пішак · d2 білий пішак · e2 чорний пішак · h2 чорна тура | e8 чорна тура · c7 чорний ферзь · d7 чорний пішак · g7 біла тура · h7 білий король · g6 білий пішак · h6 чорний пішак · f5 чорний пішак · g5 білий пішак · c4 чорний пішак · d4 білий слон · e4 чорний слон · f4 білий пішак · f3 чорний король · g3 чорний пішак · d2 білий пішак · e2 чорний пішак · h2 чорна тура | 3 |
| 2 | e8 чорна тура · c7 чорний ферзь · d7 чорний пішак · g7 біла тура · h7 білий король · g6 білий пішак · h6 чорний пішак · f5 чорний пішак · g5 білий пішак · c4 чорний пішак · d4 білий слон · e4 чорний слон · f4 білий пішак · f3 чорний король · g3 чорний пішак · d2 білий пішак · e2 чорний пішак · h2 чорна тура | e8 чорна тура · c7 чорний ферзь · d7 чорний пішак · g7 біла тура · h7 білий король · g6 білий пішак · h6 чорний пішак · f5 чорний пішак · g5 білий пішак · c4 чорний пішак · d4 білий слон · e4 чорний слон · f4 білий пішак · f3 чорний король · g3 чорний пішак · d2 білий пішак · e2 чорний пішак · h2 чорна тура | e8 чорна тура · c7 чорний ферзь · d7 чорний пішак · g7 біла тура · h7 білий король · g6 білий пішак · h6 чорний пішак · f5 чорний пішак · g5 білий пішак · c4 чорний пішак · d4 білий слон · e4 чорний слон · f4 білий пішак · f3 чорний король · g3 чорний пішак · d2 білий пішак · e2 чорний пішак · h2 чорна тура | e8 чорна тура · c7 чорний ферзь · d7 чорний пішак · g7 біла тура · h7 білий король · g6 білий пішак · h6 чорний пішак · f5 чорний пішак · g5 білий пішак · c4 чорний пішак · d4 білий слон · e4 чорний слон · f4 білий пішак · f3 чорний король · g3 чорний пішак · d2 білий пішак · e2 чорний пішак · h2 чорна тура | e8 чорна тура · c7 чорний ферзь · d7 чорний пішак · g7 біла тура · h7 білий король · g6 білий пішак · h6 чорний пішак · f5 чорний пішак · g5 білий пішак · c4 чорний пішак · d4 білий слон · e4 чорний слон · f4 білий пішак · f3 чорний король · g3 чорний пішак · d2 білий пішак · e2 чорний пішак · h2 чорна тура | e8 чорна тура · c7 чорний ферзь · d7 чорний пішак · g7 біла тура · h7 білий король · g6 білий пішак · h6 чорний пішак · f5 чорний пішак · g5 білий пішак · c4 чорний пішак · d4 білий слон · e4 чорний слон · f4 білий пішак · f3 чорний король · g3 чорний пішак · d2 білий пішак · e2 чорний пішак · h2 чорна тура | e8 чорна тура · c7 чорний ферзь · d7 чорний пішак · g7 біла тура · h7 білий король · g6 білий пішак · h6 чорний пішак · f5 чорний пішак · g5 білий пішак · c4 чорний пішак · d4 білий слон · e4 чорний слон · f4 білий пішак · f3 чорний король · g3 чорний пішак · d2 білий пішак · e2 чорний пішак · h2 чорна тура | e8 чорна тура · c7 чорний ферзь · d7 чорний пішак · g7 біла тура · h7 білий король · g6 білий пішак · h6 чорний пішак · f5 чорний пішак · g5 білий пішак · c4 чорний пішак · d4 білий слон · e4 чорний слон · f4 білий пішак · f3 чорний король · g3 чорний пішак · d2 білий пішак · e2 чорний пішак · h2 чорна тура | 2 |
| 1 | e8 чорна тура · c7 чорний ферзь · d7 чорний пішак · g7 біла тура · h7 білий король · g6 білий пішак · h6 чорний пішак · f5 чорний пішак · g5 білий пішак · c4 чорний пішак · d4 білий слон · e4 чорний слон · f4 білий пішак · f3 чорний король · g3 чорний пішак · d2 білий пішак · e2 чорний пішак · h2 чорна тура | e8 чорна тура · c7 чорний ферзь · d7 чорний пішак · g7 біла тура · h7 білий король · g6 білий пішак · h6 чорний пішак · f5 чорний пішак · g5 білий пішак · c4 чорний пішак · d4 білий слон · e4 чорний слон · f4 білий пішак · f3 чорний король · g3 чорний пішак · d2 білий пішак · e2 чорний пішак · h2 чорна тура | e8 чорна тура · c7 чорний ферзь · d7 чорний пішак · g7 біла тура · h7 білий король · g6 білий пішак · h6 чорний пішак · f5 чорний пішак · g5 білий пішак · c4 чорний пішак · d4 білий слон · e4 чорний слон · f4 білий пішак · f3 чорний король · g3 чорний пішак · d2 білий пішак · e2 чорний пішак · h2 чорна тура | e8 чорна тура · c7 чорний ферзь · d7 чорний пішак · g7 біла тура · h7 білий король · g6 білий пішак · h6 чорний пішак · f5 чорний пішак · g5 білий пішак · c4 чорний пішак · d4 білий слон · e4 чорний слон · f4 білий пішак · f3 чорний король · g3 чорний пішак · d2 білий пішак · e2 чорний пішак · h2 чорна тура | e8 чорна тура · c7 чорний ферзь · d7 чорний пішак · g7 біла тура · h7 білий король · g6 білий пішак · h6 чорний пішак · f5 чорний пішак · g5 білий пішак · c4 чорний пішак · d4 білий слон · e4 чорний слон · f4 білий пішак · f3 чорний король · g3 чорний пішак · d2 білий пішак · e2 чорний пішак · h2 чорна тура | e8 чорна тура · c7 чорний ферзь · d7 чорний пішак · g7 біла тура · h7 білий король · g6 білий пішак · h6 чорний пішак · f5 чорний пішак · g5 білий пішак · c4 чорний пішак · d4 білий слон · e4 чорний слон · f4 білий пішак · f3 чорний король · g3 чорний пішак · d2 білий пішак · e2 чорний пішак · h2 чорна тура | e8 чорна тура · c7 чорний ферзь · d7 чорний пішак · g7 біла тура · h7 білий король · g6 білий пішак · h6 чорний пішак · f5 чорний пішак · g5 білий пішак · c4 чорний пішак · d4 білий слон · e4 чорний слон · f4 білий пішак · f3 чорний король · g3 чорний пішак · d2 білий пішак · e2 чорний пішак · h2 чорна тура | e8 чорна тура · c7 чорний ферзь · d7 чорний пішак · g7 біла тура · h7 білий король · g6 білий пішак · h6 чорний пішак · f5 чорний пішак · g5 білий пішак · c4 чорний пішак · d4 білий слон · e4 чорний слон · f4 білий пішак · f3 чорний король · g3 чорний пішак · d2 білий пішак · e2 чорний пішак · h2 чорна тура | 1 |
|   | a | b | c | d | e | f | g | h |   |

FEN: 4r3/2qp2RK/6Pp/5pP1/2pBbP2/5kp1/3Pp2r/8
b) f3 → g2
a) 1. Kxf4 Rxd7 2. Bf3 Bg7 3. Ke4 Rd4#
b) 1. Kh3 Kxh6 2. Rg2 Rh7 3. Kh2 Kg7#
В першій фазі міняються місцями чорні король зі слоном, а в свою чергу білі — тура зі слоном. В другій фазі міняються місцями чорні король з турою, і білі — король з турою.